# Алиминуза
Алимину́за (итал. Aliminusa; сиц. Aliminusa) — коммуна в провинции Палермо, в регионе Сицилия, Италия. Территория — 13,71 км². Население — 1291 чел. (2011). Нет фракций. Мэр коммуны — Филиппо Дольче (с 2015 года).
Святые покровители коммуны — Анна (праздник 26 июля) и Калогер (праздник 18 июня).

## География

Коммуна Алиминуза на карте провинции Палермо

Коммуна расположена на севере провинции Палермо, на территории горного хребта Мадоние. Граничит с коммунами Каккамо, Черда, Монтемаджоре-Бельсито, Шара, Склафани-Баньи в провинции Палермо.
Климат умеренный. Алиминуза находится на высоте 450 метров над уровнем моря, на северном склоне горы Монте-Роччелито, или как её называют местные жители Монте-Сопрана высотой в 1127 метров, в долине реки Торто. Напротив, на левом берегу реки, возвышается гора Монте-Сан-Калоджеро, или Монте-Эуракус, а на западе можно увидеть вершину горы Рокка-Бузамбра. Территория коммуны находится в пределах природного заповедника Боско-ди-Фаваре и Боско-Гранца.
Экономика Алиминузы является преимущественно сельскохозяйственной. Выращивается зерно, оливки, виноград, садовые и кормовые культуры, лён и манна. Развито мелкое животноводство и виноградарство. Традиционными народными промыслами являются плетение кружев и вышивка.

## История
Впервые населённый пункт на этом месте упоминается в 1333 году в завещании графа Маттео Склафани, в котором говорилось, что он купил земли и дом в Ракальминузе у Джованни Физаула, сына Гвальтьери Физаула за 550 унций. Префикс «ракаль» на арабском языке означает селение, что позволяет утверждать о существовании здесь населённого пункта во времена Сицилийского эмирата
В первой половине XIV века Ракальминуза вошла в состав графства Склафани. Феод занимал экономически и стратегически важную область на Сицилии. Его первый владелец, граф Маттео Склафани построил известное палаццо Склафани в Палермо. Он умер, не оставив наследников мужского пола. По итогам борьбы между наследницами, Луизой Склафани, женой Гульельмо Перальта и Маргаритой Склафани, женой Гульельмо-Раймондо Монкада, графство Склафани, включая земли и дом в Ракальминузе, перешло к Луизе Склафани. Некоторое время феод по приказу Мартина I, короля Сицилии принадлежал роду Монкада, но вскоре был возвращён роду Перальта.
В 1396 году Никола Перальта, граф Склафани получил от короля наследственное абсолютное право осуществлять в границах феода всю политическую, административную, налоговую, военную, судебную власть, что позволило им разбирать не только гражданские, но и уголовные дела.
В XV веке поселение стало называться Терре Арминузе, трансформировавшееся в Арминуза. В это время поселением в составе графства Склафани друг за другом владели представители родов Руссо, Де Луна и Монкада. В начале XVII века феод был разделен на уделы Алиминуза, Шиллато, Склафани и Валледольмо.
В 1625 году поместье Ларминуза было приобретено Грегорио Бруно, который 30 июня 1634 года, после уплаты пошлины в 200 унций, получил право основать здесь новую коммуну. Он назвал её Сант’Анна. Во второй половине XVII века за коммуной закрепилось название Алиминуза, и она получила статус баронства. Указом президента Итальянской Республики от 25 сентября 1989 года Алиминуза получила герб и флаг.

## Культура
Достопримечательностью Алиминузы является бальо (с арабского «дом с двором») — поместье начала XVII века. Здание ориентировано на северо-восток, имеет прямоугольный план, две башни и террасу. По сторонам располагались комнаты для прислуги, амбар и конюшни. Позади главного здания, находился гостевой дом и сад с колодцем с питьевой водой. Рядом с бальо находится церковь святой Анны, изначально домовая капелла, преобразованная в храм в 1809 году.
Особенно торжественно в коммуне отмечается праздник святого Иосифа — 19 марта, когда в домах накрываются столы и к ним приглашаются дети, а ранее также бедняки. На праздничном столе нет мяса, но есть гьюотта — овощи в кисло-сладком соусе, макароны с диким фенхелем, макароны с сардинами и сухарями, лапша с чечевицей, жареная треска, жареные цветная капуста в кляре и чертополох, сфинча и медовая пиньолата.
В день Рождества Пресвятой Богородицы в Алиминузе существовал обычай разжигать костры прямо на улицах коммуны под чтение молитв на чётках и пение народных песен. Эти костры называются «пламенем Богоматери Лоретанской». Ранее через них совершали прыжки. Эта традиция в настоящее время соблюдается только жителями улиц Коллезано и Ногара.
В 1970-х годах установилась новая традиция проводить ярмарку святого Калогера. Она длится три дня, с 22 по 24 августа, и, как правило, в это время в коммуну возвращаются местные жители, уезжавшие на заработки. С 1989 года в Алиминузе находится главный офис кинокомпании «Арбаш Фильм».

## Известные жители и уроженцы
- Джузеппе Джованни Батталья[итал.] (1951—1992) — поэт, драматург, сценарист.
- Лилло Гулло[итал.] (род. 1952) — поэт, писатель, журналист.
- Паскуале Шимека[итал.] (род. 1956) — режиссёр.